# Haru wa gofujin kara
Haru wa gofujin kara (春は御婦人から?) è un film del 1932 diretto da Yasujirō Ozu, oggi perduto.

## Distribuzione
Il film è stato distribuito esclusivamente in Giappone, essendo andato perduto nel corso dei bombardamenti della seconda guerra mondiale.

### Date di uscita
- 29 gennaio 1932 in Giappone[2]